# CD Aviación
Der Club de Deportes Aviación war ein chilenischer Fußballverein aus Santiago. Der Verein, der 1957 gegründet und 1982 aufgelöst wurde, trug seine Heimspiele im Estadio Reinaldo Martín Muller aus. Aviación spielte von 1974 bis 1980 sieben Jahre lang in der Primera División.

## Geschichte
Der Verein Club de Deportes Aviación wurde am 12. Dezember 1957 in der chilenischen Hauptstadt Santiago gegründet. Schon bei seiner Gründung war der Klub im Besitz der Fuerza Aérea de Chile, der chilenischen Luftstreitkräfte. Dies änderte sich auch nicht im Laufe der Jahre, bis zu seiner Auflösung im Jahre 1981 gehörte CD Aviación der Luftwaffe, was sich schon aus dem Vereinsnamen ablesen lässt, denn der spanische Begriff Aviación steht im Deutschen für Luftfahrt.
Die ersten Jahre nach der Vereinsgründung dümpelte der Militärverein in den unteren Ligen des chilenischen Fußballs herum. Sein Aufstieg kam hingegen in den frühen Siebzigerjahren, freilich auch politisch motiviert. Als am 11. September 1973 das Militär um General Augusto Pinochet gegen den sozialistischen Präsidenten Salvador Allende putschte, war die chilenische Luftwaffe mittendrin. Die Fuerza Aérea de Chile flog von Talcahuano aus Angriffe auf Santiago de Chile, insbesondere auf den Präsidentenpalast La Moneda, der im Zuge dieser Aktionen massiv zerstört wurde. Das Militär riss die Macht an sich und verwandelte Chile in eine rechtsgerichtete Diktatur. Im gleichen Jahr erreichte der Aufstieg des Luftwaffenvereins Aviación seinen vorläufigen Höhepunkt. In der Zweitligasaison 1973 belegte man den ersten Platz und stieg erstmals in die Primera División, die höchste Spielklasse im chilenischen Fußball, auf. Dort konnte sich Aviación als Aufsteiger relativ sicher etablieren und fand sich in der Folge sieben Jahre lang von 1974 bis 1980 in der ersten Liga wieder. Die größten Erfolge landete der Verein dabei mit dem Erreichen zweiter achter Plätze in den Spielzeiten 1977 und 1978. 
Zwei Jahre danach begann dann aber das schnelle Ende von CD Aviación. Der Klub stieg in der Primera División 1980 als Dreizehnter der regulären Saison nach verlorenen Playout-Spielen gegen Deportes Iquique, Deportes La Serena sowie Santiago Morning aus der Primera División ab. Danach spielte der Verein noch ein Jahr in der zweiten chilenischen Liga, der Primera División B, ehe im Januar 1982 die Auflösung des Club de Deportes Aviación erfolgte.

## Erfolge
- Primera División B: 1× (1973)

- Campeonato de Apertura de la Segunda División de Chile: 1× (1973)

- Campeonato Regional de la Zona Central: 1× (1971)

- Copa Ciudad de La Serena: 1× (1980)

## Bekannte Spieler
- Roberto Hodge, chilenischer WM-Teilnehmer von 1966, auf Vereinsebene lange Zeit für Universidad de Chile aktiv, 1978 bis 1979 zum Karriereausklang bei Aviación
- Honorino Landa, berühmter Stürmer von Unión Española und der chilenischen Nationalmannschaft, 1974 als letzte Karrierestation bei Deportes Aviación
- Guillermo Páez, WM-Teilnehmer von 1974 mit der chilenischen Auswahl und Teil der erfolgreichen Mannschaft von Colo-Colo in den 70ern, 1976 kurz bei Aviación aktiv
- Roberto Rojas, begann seine spielerische Laufbahn bei Aviación und spielte dort von 1975 bis 1981, danach bei Colo-Colo und beim FC São Paulo, zudem 49 Länderspiele für Chile
- Guillermo Yávar, bekannter chilenischer Fußballer der 1970er, lange Zeit bei Universidad de Chile und Unión Española unter Vertrag, 1981 zum Karriereausklang bei Aviación